# Mitrephora uniflora
Mitrephora uniflora är en kirimojaväxtart som beskrevs av Weeras. och Richard M.K. Saunders. Mitrephora uniflora ingår i släktet Mitrephora och familjen kirimojaväxter. Inga underarter finns listade i Catalogue of Life.